# Stanisław Trzeszczkowski
Stanisław Trzeszczkowski (ur. 9 sierpnia 1945 w Godziebach, zm. 25 maja 2016 w Warszawie) – polski malarz, grafik, pedagog.

## Życiorys
Po ukończeniu Liceum Plastycznego w Supraślu studiował na Wydziale Grafiki warszawskiej Akademii Sztuk Pięknych pod kierunkiem Leona Michalskiego, Haliny Chrostowskiej i Andrzeja Rudzińskiego, w 1972 ukończył naukę otrzymując dyplom z wyróżnieniem. Od 1977 do 2001 uczestniczył a audycjach radiowych i telewizyjnych oraz pisał felietony popularyzujące sztukę i polskie wzornictwo, przez wiele lat był związany z Instytutem Wzornictwa Przemysłowego. W 1997 uzyskał tytuł profesora nadzwyczajnego Zakładu Projektowania i Promocji Instytutu Wychowania Plastycznego Wyższej Szkoły Pedagogicznej w Olsztynie, w 1999 został dyrektorem Instytutu Sztuk Pięknych na Wydziale Pedagogiki i Wychowania Artystycznego Uniwersytetu Warmińsko-Mazurskiego w Olsztynie. W 2002 uzyskał tytuł profesora sztuk plastycznych na Akademii Sztuk Pięknych w Krakowie, wypromował kilkunastu licencjatów oraz około pięćdziesięciu magistrów sztuki. W 2008 stanął na czele Galerii Sztuki na Akademii Pedagogiki Specjalnej im. Marii Grzegorzewskiej w Warszawie.
Zmarł 25 maja 2016 i 1 czerwca po mszy w kościele św. Katarzyny został pochowany w grobie rodzinnym na starym cmentarzu na Służewie.

## Twórczość
Artysta tworzył malując na tkaninach jedwabnych, płótnie, ponadto zajmował się grafiką i rysunkiem. Założył nieformalną grupę artystów malujących na jedwabiu, miał ponad sześćdziesiąt wystaw indywidualnych, w tym czterdzieści siedem ekspozycji malarstwa na jedwabiu. Ponadto uczestniczył w około stu wystawach zbiorowych w kraju i za granicą. Tworzył prace teoretyczne na tematy kulturowe i wzornictwa. Organizował wystawy i sympozja oraz tworzył programy: „Tożsamość kulturowa we wzornictwie”, „Sztuka i Produkcja”. Inicjował wystawy tematyczne związane z tożsamością artystyczną: „Polskie szkło współczesne”, „Polska ceramika współczesna”, „Ceramika z Bolesławca”, „Porcelana z Ćmielowa”, „Polski len”, „Polski stół”, „Polski dywan”. Należał do Sekcji Tkaniny Okręgu Warszawskiego Związku Polskich Artystów Plastyków.

## Odznaczenia
- II nagroda na Międzynarodowym Konkursie UNESCO na plakat „Świat godny nas” (1972, Paryż)
- Srebrny medal za projekty dla przemysłu lniarskiego na Targach Dominikańskich (1974, Gdańsk)
- Srebrny Krzyż Zasługi w dziedzinie kultury (1989)
- Nagroda im. Św. Brata Alberta za malarstwo na jedwabiu o tematyce religijnej (1995)
- Nagroda II stopnia Rektora UWM w Olsztynie za osiągnięcia organizacyjne (2001)